# Лядино
Ля́дино (фин. Lätinä) — деревня в Гатчинском муниципальном округе Ленинградской области.

## История
Деревня являлась вотчиной императрицы Марии Фёдоровны из которой в 1806—1807 годах были выставлены ратники Императорского батальона милиции.
Деревня Лядина из 15 дворов упоминается на «Топографической карте окрестностей Санкт-Петербурга» Ф. Ф. Шуберта 1831 года.

ЛЯДИНО — деревня принадлежит ведомству Гатчинского городового правления, число жителей по ревизии: 33 м. п., 32 ж. п. (1838 год)

На этнографической карте Санкт-Петербургской губернии П. И. Кёппена 1849 года она обозначена как деревня «Lätinä», расположенная в ареале расселения эвремейсов. В пояснительном тексте к этнографической карте указано количество её жителей на 1848 год: эвремейсы — 55 м. п., 59 ж. п., всего 114 человек.

ЛЯДИНО — деревня  Гатчинского дворцового правления, по просёлочной дороге, число дворов — 12, число душ — 36 м. п. (1856 год)

Согласно «Топографической карте частей Санкт-Петербургской и Выборгской губерний» в 1860 году деревня Новая Лядина состояла из 11 дворов.

ЛЯДИНО — деревня удельная при колодце, число дворов — 12, число жителей: 49 м. п., 46 ж. п. (1862 год)

Согласно карте 1879 года деревня состояла из двух смежных: Лядина и Новая Лядина, насчитывающих по 6 крестьянских дворов каждая.

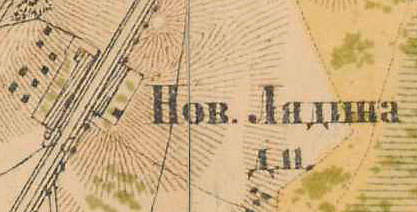
План деревни Лядино. 1885 год

В 1885 году осталась только деревня Новая Лядина, которая насчитывала 11 дворов.
В конце XIX — начале XX века деревня административно относилась к Гатчинской волости 2-го стана Царскосельского уезда Санкт-Петербургской губернии. Население деревни было однородным — финским.
К 1913 году деревня стала называться Новое Лядино, а количество дворов в ней увеличилось до 22.
С 1917 по 1922 год деревня Лядино входила в состав Лядинского сельсовета Гатчинской волости Детскосельского уезда.
С 1922 года в составе Патрицкого сельсовета.
С 1923 года в составе Черницкого сельсовета.
С 1924 года в составе Колпинского сельсовета.
С 1926 года вновь в составе Лядинского сельсовета. Согласно данным переписи населения СССР 1926 года в деревне Лядино  Лядинского сельсовета Троцкой волости Троцкого уезда проживали 147 человек, финны, русские и эстонцы.
С 1928 года вновь в составе Черницкого сельсовета. В 1928 году население деревни Лядино также составляло 147 человек.

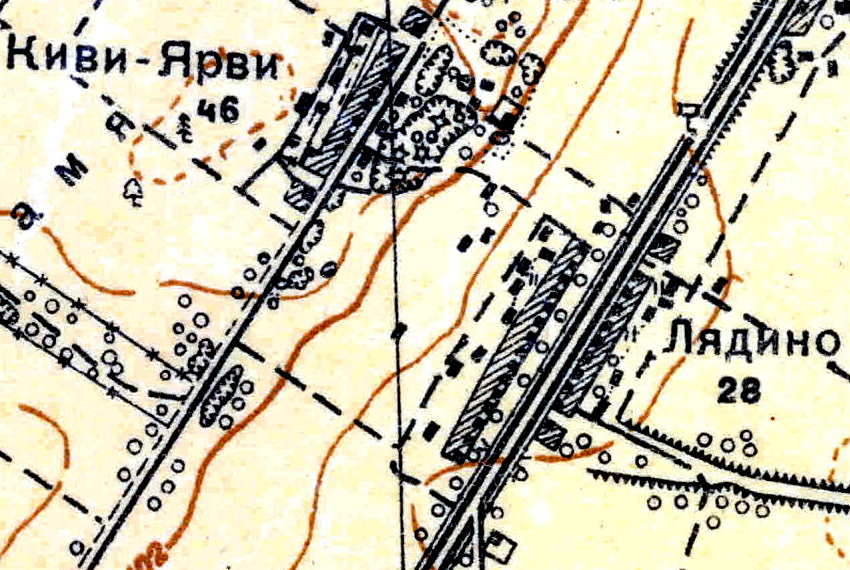
План деревни Лядино. 1931 год

Согласно топографической карте 1931 года деревня насчитывала 28 дворов, к северу и смежно с ней находилась ныне несуществующая деревня Киви-Ярви.
По данным 1933 года деревня называлась Лядино и входила в состав Черницкого финского национального сельсовета Красногвардейского района.
С 1939 года в составе Воскресенского сельсовета.
C 1 августа 1941 года по 31 декабря 1943 года деревня находилась в оккупации.
С 1944 года в составе Никольского сельсовета.
С 1952 года в составе Войсковицкого сельсовета.
В 1958 году население деревни Лядино составляло 126 человек.
По данным 1966 года деревня Лядино входила в состав Никольского сельсовета.
По данным 1973 и 1990 годов деревня Лядино входила в состав Большеколпанского сельсовета.
В 1997 году в деревне проживали 38 человек, в 2002 году — 131 человек (русские — 91%), в 2007 году — 57.

## География
Деревня расположена в северо-западной части района на автодороге Р23 «Псков» (E 95, Санкт-Петербург — граница с Беларусью).
Расстояние до административного центра поселения, деревни Большие Колпаны — 3 км.
Расстояние до ближайшей железнодорожной станции Гатчина-Балтийская — 5 км.

## Демография
| 1862 | 2007 | 2010 | 2011 | 2012 | 2017 |
| ---- | ---- | ---- | ---- | ---- | ---- |
| 95   | ↘57  | ↘50  | ↗61  | →61  | ↗65  |

### Национальный состав
Согласно данным Всероссийской переписи населения 2021 года в деревне проживали 72 человека, из них:
 русские — 60, армяне — 4, финны — 2 человека, остальные национальность не указали.

## Предприятия и организации
Станция подземного хранения газа (Ленинградское УПХГ, филиал ООО «Газпром ПХГ»).

## Известные уроженцы
- Ийсакки Латту (21.07.1857—07.05.1932) — финский артист театра и кино[28][29].